# Premio Pulitzer per il miglior giornalismo di commento
Il premio Pulitzer per il miglior giornalismo di commento (Pulitzer Prize for Commentary) è uno dei quattordici premi Pulitzer per il giornalismo che vengono conferiti ogni anno in America. Viene assegnato a partire dal 1970.

## Albo d'oro

### Anni 1970
- 1970: Marquis W. Childs, St. Louis Post-Dispatch, per gli articoli di commento scritti nel 1969
- 1971: William A. Caldwell, The Record (Hackensack, New Jersey), per la sua colonna quotidiana
- 1972: Mike Royko, Chicago Daily News, per le sue colonne del 1971
- 1973: David S. Broder, Washington Post, per le sue colonne del 1972
- 1974: Edwin A. Roberts Jr., National Observer, per i suoi commenti del 1973
- 1975: Mary McGrory, Washington Star, per i suoi commenti del 1974
- 1976: Red Smith, New York Times, per i suoi commenti sportivi del 1975
- 1977: George F. Will, The Washington Post Writers Group, per i suoi notevoli articoli di commento
- 1978: William Safire, New York Times, per i suoi commenti sull'affare di Bert Lance
- 1979: Russell Baker, New York Times

### Anni 1980
- 1980: Ellen H. Goodman, Boston Globe
- 1981: Dave Anderson, New York Times, per i suoi commenti sportivi
- 1982: Art Buchwald, Los Angeles Times Syndicate
- 1983: Claude Sitton, Raleigh (N. C.) News & Observer
- 1984: Vermont C. Royster, Wall Street Journal,
- 1985: Murray Kempton, Newsday, Long Island, N.Y., per i suoi commenti su questioni pubbliche nel 1984 e in tutta la sua carriera
- 1986: Jimmy Breslin, New York Daily News, per le sue colonne a sostegno dei cittadini comuni
- 1987: Charles Krauthammer, Washington Post Writers Group, per i suoi commenti su questioni nazionali
- 1988: Dave Barry, Miami Herald, per il suo efficace utilizzo dello humour per trattare problematiche serie
- 1989: Clarence Page, Chicago Tribune, per le sue colonne provocatorie su affari locali e nazionali

### Anni 1990
- 1990: Jim Murray, Los Angeles Times, per le sue colonne sportive
- 1991: Jim Hoagland, Washington Post, per le sue colonne sugli eventi sfociati in seguito nella guerra del golfo  e sui problemi politici di Mikhail Gorbachev
- 1992: Anna Quindlen, New York Times, per le sue colonne su varie questioni  personali e politiche
- 1993: Liz Balmaseda, Miami Herald, per i suoi commenti da Haiti sulle sempre peggiori condizioni politiche e sociali e sulle sue colonne sui Cubani-Americani a Miami
- 1994: William Raspberry, Washington Post, per i suoi commenti su una serie di argomenti sociali e politici
- 1995: Jim Dwyer, Newsday, Long Island, N.Y., per le sue colonne su New York City
- 1996: E. R. Shipp, New York Daily News, per le sue colonne su razza, welfare e altre questioni sociali
- 1997: Eileen McNamara, Boston Globe, per le sue colonne sul Massachusetts e i suoi abitanti
- 1998: Mike McAlary, New York Daily News, per il racconto di Abner Louima, immigrante haitiano brutalizzato dalla polizia a Brooklyn
- 1999: Maureen Dowd, New York Times, per le sue colonne sull'impatto dello scandalo Lewinsky

### Anni 2000
- 2000: Paul A. Gigot, Wall Street Journal, per le sue colonne politiche
- 2001: Dorothy Rabinowitz, Wall Street Journal, per i suoi articoli su società e cultura americane
- 2002: Thomas Friedman, New York Times, per la chiarezza della sua visione nel commentare l'impatto della minaccia terroristica a livello globale
- 2003: Colbert I. King, Washington Post, per le sue colonne rivolte ai potenti
- 2004: Leonard Pitts, Miami Herald, per le sue colonne dirette con passione e compassione all gente comune su argomenti spesso controversi
- 2005: Connie Schultz, The Plain Dealer, Cleveland, per le sue colonne che forniscono una voce ai meno privilegiati
- 2006: Nicholas D. Kristof, New York Times, per le sue colonne che, anche correndo dei rischi personali, si sono focalizzate sul Conflitto del Darfur
- 2007: Cynthia Tucker, Atlanta Journal-Constitution, per le sue colonne
- 2008: Steven Pearlstein, Washington Post, per le sue colonne sui mali economici della nazione
- 2009: Eugene Robinson, Washington Post, per le sue colonne sulle Elezioni presidenziali negli Stati Uniti d'America del 2008

### Anni 2010
- 2010: Kathleen Parker, Washington Post, per le sue colonne su una serie di questioni morali e politiche
- 2011: David Leonhardt, New York Times, per la sua analisi di complicate questioni economiche americane, dal deficit federale alla riforma della sanità
- 2012: Mary Schmich, Chicago Tribune, per le sue colonne che riflettono il carattere e la cultura della sua famosa città
- 2013: Bret Stephens, Wall Street Journal, per le sue colonne sulla politica estera e quell interna americane
- 2014: Stephen Henderson, Detroit Free Press, per le sue colonne sulla crisi finanziaria della sua città
- 2015: Lisa Falkenberg, Houston Chronicle, per le sue colonne sugli abusi dei Grand Juries negli Stati Uniti e sulle conseguenze sul sistema legale e sull'immigrazione
- 2016: Farah Stockman, Boston Globe, per le sue colonne su Boston, il sistema educativo e le questioni razziali della città
- 2017: Peggy Noonan, Wall Street Journal, per le sue colonne sui valori condivisi degli Americani durante una delle campagne elettorali più divisive della nazione.
- 2018: John Archibald, Alabama Media Group, per un commento lirico e coraggioso che affonda le sue radici in Alabama ma ha una risonanza nazionale nell'esaminare i politici corrotti, nel difendere i diritti delle donne e nel denunciare l'ipocrisia.
- 2019: Tony Messenger, St.Louis Post Dispatch, per gli articoli audaci che hanno denunciato il comportamento illecito e l'ingiustizia di costringere i poveri abitanti delle zone rurali del Missouri accusati di crimini minori a pagare multe insostenibili o ad essere mandati in prigione.

### Anni 2020
- 2020: Nikole Hannah-Jones, The New York Times, per un saggio ampio, provocatorio e personale per l’innovativo Progetto 1619, che cerca di porre la schiavitù degli africani al centro della storia americana, stimolando il dibattito pubblico sulla fondazione e l’evoluzione della nazione.
- 2021: Michael Paul Williams, Richmond Times-Dispatch, per gli articoli storicamente penetranti che hanno guidato Richmond, ex capitale della Confederazione Americana, attraverso il doloroso e complicato processo di smantellamento dei monumenti della città dedicati a suprematisti bianchi.
- 2022: Melinda Hellenberg, The Kansas City Star, per articoli persuasivi che chiedono giustizia per le presunte vittime di un detective della polizia in pensione accusato di essere un predatore sessuale.
- 2023: Kyle Whitmire, AL.com, per articoli misurati e persuasivi che documentano come l'eredità confederata dell'Alabama colori ancora il presente con il razzismo e l'esclusione, raccontati attraverso un tour della sua prima capitale, delle sue dimore e monumenti – e attraverso la storia che è stata omessa.
- 2024: Vladimir Kara-Murza, The Washington Post, per articoli appassionati scritti con grande rischio personale dalla sua cella di prigione, mettendo in guardia sulle conseguenze del dissenso nella Russia di Vladimir Putin e insistendo su un futuro democratico per il suo Paese.